# Maine (ruisseau)
Pour les articles homonymes, voir Maine.
La Maine est une rivière de Charente-Maritime, région Nouvelle-Aquitaine en France. Elle est classée en 1re catégorie piscicole (dominance de salmonidés). Son autre nom est « la Rochette » ; elle est longue de 29,1 km. L'ensemble du cours d'eau est classé en zone Natura 2000. L'état écologique de la masse d'eau est moyen.

## Communes traversées[1]
Sa source se situe à Tugeras-Saint-Maurice. Elle traverse ensuite 10 autres communes :
- Villexavier.
- Agudelle

- Saint-Simon-de-Bordes,
- Saint-Hilaire-du-Bois,
- Nieul-le-Virouil
- Guitinières
- Saint-Sigismond-de-Clermont
- Clion
- Saint-Genis-de-Saintonge
- Mosnac

## Sa confluence
C'est un tributaire qui conflue avec « la Seugne » (seconde catégorie piscicole) en amont du lieu-dit « Marcouze » (rive gauche), sur la commune de Mosnac.

## Principaux affluents[4]
- « le ruisseau de l'étang » d'Allas-Bocage (1re cat. piscicole).
- « La Cendronne », longue de 6,3 km (1re cat. piscicole).
- « Le Tarnac », long de 10,7 km (1re cat. piscicole) encore appelé  « le ruisseau de Fanioux[5]» ou «le Font Maigret [6]».
- « le Tort », long de 9,4 km (1re cat. piscicole)[1].
- « le ruisseau de Fombelle » (1re cat. piscicole).

## Populations piscicoles
- Truites Farios
- Chevesnes
- Gardons
- Ablettes
- Goujons
- Vairons
- Épinochettes
- Brochets
- Perches

## Autres populations
- Hérons cendrés
- Martins pêcheurs
- Grenouilles
- Cygnes
- Canards
- Poules d'eau
- Écrevisses de Louisiane

## Pêche
La pêche, à une et une seule canne, est ouverte du 2d samedi de mars au 3e dimanche de septembre (asticots et larves de diptère interdit). Interdiction de marcher dans l'eau jusqu'au 31 mars. La taille légale de capture des truites est de 25 cm avec un quota de six truites par jour et par pêcheur.

## Documentations
- le Topo guide La Seugne et ses affluents (1995 - auteur : tourisme et pêche 17)
- la carte IGN n° : 1533 E
- la carte Tourisme et Pêche en Charente-Maritime, au fil de l'eau ... (1999- auteurs : IGN & FDPPMA 17)
- le guide de la réglementation de la pêche en Charente-Maritime (édition annuelle - auteur : FDPPMA 17)